# Rue de l'Aqueduc (Toulouse)
Pour les articles homonymes, voir Rue de l'Aqueduc.
La rue de l'Aqueduc (en occitan : carrièra de l'Aquaducte) est une voie de Toulouse, chef-lieu de la région Occitanie, dans le Midi de la France.

## Situation et accès

### Description
La rue de l'Aqueduc est une voie publique, longue de 343 mètres. Elle se trouve dans le quartier de Guilheméry, dans le secteur 4 - Est.
La chaussée compte une voie de circulation à sens unique entre le port Saint-Étienne et la rue Ambroise-Frédeau, puis entre la rue Périssé et l'avenue Camille-Pujol. Elle est définie comme une zone 30 et la vitesse y est limitée à 30 km/h. Il n'existe cependant pas de piste, ni de bande cyclable, quoiqu'elle soit à double-sens cyclable sur toute sa longueur.

### Voies rencontrées
La rue de l'Aqueduc rencontre les voies suivantes, dans l'ordre des numéros croissants (« g » indique que la rue se situe à gauche, « d » à droite) :
1. Port Saint-Étienne
2. Impasse Bonnet (d)
3. Rue Ambroise-Frédeau (d)
4. Rue Jean-Victorin-Déqué (d)
5. Rue Périssé (d)
6. Avenue Camille-Pujol

## Odonymie
La rue tient son nom de l'aqueduc construit au XVIe siècle pour alimenter la fontaine de la place Saint-Étienne – le « griffoul ». Récupérant les eaux des sources de Guilheméry, il passait sous la rue avant de rejoindre le cœur de la cité.
La première partie de la rue était connue, depuis le XVIIe siècle au moins, comme le chemin ou la rue du Portail-de-Fer. Il s'agissait d'un petit monument en pierre, érigé au XVe siècle à l'angle de la rue Périssé : il servait de réceptacle aux eaux des sources de la colline de Guilheméry. C'est finalement en 1824 que cette partie de la rue prit son nom actuel. La deuxième partie de la rue était plutôt connue comme le chemin ou la rue du Caousou : elle le devait au vaste domaine qu'elle longeait. Il appartenait, au XVIIIe siècle, à la famille de Cambon et devint en 1874 un lycée catholique, « le Caousou », placé sous le patronage de l'Immaculée Conception et confié aux Jésuites. En 1926, le monument du Portail de Fer fut démoli pour permettre l'aménagement du lotissement du Caousou, par la Société anonyme immobilière du Sud-Ouest, et il fut reconstruit dans le parc du Caousou. C'est en 1905, sous la municipalité radicale d'Honoré Serres, que la rue prit finalement le nom de l'Aqueduc.

## Patrimoine et lieux d'intérêt

### Château du Canal
Inscrit MH (1992).
Le château du Canal est construit par l'administration du canal du Midi en 1719. Il s'élève dans le prolongement de plusieurs bâtiments qui se dressent le long du port Saint-Étienne. Il s'agit d'un magasin de stockage. Le bâtiment principal est flanqué de deux tours, occupées par la chambre de justice et une prison.

### Immeubles et maisons
- no  6-8 : immeubles (fin du XVIIIe siècle)[7],[8].
- no  21 : maison toulousaine (deuxième moitié du XIXe siècle)[9].
- no  23 : maison toulousaine (deuxième moitié du XIXe siècle)[10].
- no  24 : maison (fin du XIXe siècle)[11].
- no  25 : maison toulousaine (deuxième moitié du XIXe siècle)[12].